# بورس

نشان‌وارهٔ بورس تهران برگرفته از یک نشان برنجی مربوط به دورهٔ هخامنشیان است که در استان لرستان کشف شده‌است. در این نشان‌واره چهار انسان دست در دست یکدیگر (اتحاد و همکاری) در درون دایره‌ای قرار دارند که نشان‌گر دنیا است. دنیایی که بر اساس افسانه‌های قدیمی ایران بر روی شاخ دو گاو قرار دارد؛ که خود نشانهٔ ثروت و بهره‌وری هستند. این نشان هم‌اکنون در موزهٔ لوور پاریس نگهداری می‌شود.

بورس (به فرانسوی: Bourse) به بازاری سازمان‌یافته گفته می‌شود که قیمت‌گذاری، خرید و فروش کالا، قرارداد آتی و اوراق بهادار در آن انجام می‌پذیرد.
بورس به دو نوع بورس کالا و بورس اوراق بهادار. طبقه‌بندی می‌شود. در بورس کالا، کالا و در بورس اوراق بهادار، سهام و اوراق قرضه مورد معامله قرار می‌گیرد. هر چند کلمهٔ بورس عموماً در معنی بورس اوراق بهادار به‌کار گرفته می‌شود.

## تاریخچه
به روایتی واژهٔ بورس از نام خانوادگی شخصی به نام «واندر بورس» وام گرفته شده که در اوایل قرن پانزدهم میلادی در شهر بروژ بلژیک می‌زیسته و صرافان شهر در مقابل خانهٔ او گرد هم می‌آمدند و به دادوستد کالا، پول و اوراق بهادار می‌پرداختند. این نام بعدها به کلیهٔ اماکنی گفته شد که محل داد و ستد پول، کالا و اسناد مالی و تجاری بوده‌اند.
سال ۱۴۶۰ میلادی اولین مرکز بورس اوراق بهادار جهان، در شهر «انورس» بلژیک تأسیس شد. اما رسمیت بورس اوراق بهادار با انتشار سهام کمپانی هند شرقی هلند در سال ۱۶۰۲ میلادی در بورس آمستردام شکل گرفت. البته کمپانی هند شرقی هلند اولین شرکت سهامی به‌شمار نمی‌آید، بلکه اولین شرکت سهامی در سال ۱۵۵۳ میلادی با نام «مسکووی» در روسیه ایجاد شد.

## انواع بورس

### بورس کالا
بازاری که در آن خرید و فروش کالاهای معین صورت می‌گیرد و در روزهای غیر تعطیل و ساعات مشخصی فعال است، بورس کالا نام دارد. در بورس کالا در کشورهای مختلف، کالاهای مختلفی مورد معامله قرار می‌گیرد، اما بورس کالا اغلب محل داد و ستد مواد خام و اولیه مثل فولاد، گندم،  برنج، جو، ذرت و... میباشد. هر بورسِ کالا را با نام همان کالایی که مورد معامله قرار می‌گیرد، نام‌گذاری می‌کنند. مثل بورس نفت یا بورس گندم.

### بورس ارز
در بورس ارز، همان‌طور که از نام آن مشخص است، کار خرید و فروش پول‌های خارجی انجام می‌گیرد. این بورس در ایران فعال نیست اما در کشورهای پیشرفته فعالیت چشمگیری دارد.

### بورس اوراق بهادار
در بورس اوراق بهادار دارایی‌های مالی از قبیل سهام، اوراق مشارکت و… مورد معامله قرار می‌گیرد. در ایران، به بازار خرید و فروش اوراق بهادار که به‌طور رسمی و دائمی در محل معینی تشکیل می‌شود، «بورس اوراق بهادار» می‌گویند. از ساعت ۹ تا ۱۲:۳۰ معاملات انجام می‌شود.

### بورس ایران
بورس اوراق بهادار تهران در سال ۱۳۴۶ و فرابورس ایران نیز در ۱۹ آبان ۱۳۸۷ افتتاح شد.

### بورس مسکن
در بورس مسکن، همان‌طور که از نام آن مشخص است، کار خرید و فروش املاک و مستغلات انجام می‌گیرد. مراحل راه اندازی این بورس از سال ۱۳۹۹ در ایران آغاز شده‌است. بورس مسکن، پنجمین بورس در ایران است.

### بازار بورس انرژی
بازار بورس انرژی از سال ۹۱ شروع به فعالیت کرده‌است، در این بازار حامل‌های انرژی و اوراق بهادار بر پایه این حامل‌ها معامله می‌شود.
اهداف بورس انرژی ایجاد شفافیت در بازار، کشف قیمت دقیق حامل‌های انرژی و رفع انحصار دولتی است.
بازار بورس انرژی به دو بازار فیزیکی و مشتقه تقسیم می‌شود، افراد حقیقی از طریق بازار مشتقه می‌توانند اقدام به معامله کنند. امکان معامله در بازار فیزیکی بورس انرژی برای افراد حقیقی وجود ندارد.

## تأثیرات بورس بر اقتصاد ملی ایران
بورس اوراق بهادار یک بازار متشکل سرمایه‌ای است که در آن سهام شرکت‌های خصوصی و دولتی طبق قانون خاصی خرید و فروش می‌شود و از سویی محلی برای جمع‌آوری پس‌انداز و نقدینگی بخش خصوصی به‌منظور انجام پروژه‌های سرمایه‌گذاری بلندمدت است و مرجعی است برای مردم که وجوه مازاد خود را برای سرمایه‌گذاری در شرکت‌ها به‌کار انداخته و از سود آن برخوردار شوند. بورس از طریق جذب و به‌کار انداختن سرمایه‌های راکد، حجم سرمایه‌گذاری در جامعه را بالا می‌برد.
بورس بین عرضه‌کنندگان و تقاضاکنندگان سرمایه ارتباط برقرار می‌کند و معاملات بازار سرمایه را تنظیم می‌نماید. همچنین با قیمت‌گذاری سهام و اوراق بهادار تا حدودی از نوسان شدید قیمت‌ها جلوگیری می‌کند.
بورس مردم را به پس‌انداز تشویق، و بدین‌وسیله باعث به‌کارگیری پس‌انداز مردم در فعالیت‌های اقتصادی می‌شود. بورس سرمایهٔ لازم برای اجرای پروژه‌های دولتی و خصوصی را فراهم می‌آورد. طبق آمار شرکت سپرده‌گذاری مرکزی اوراق بهادار و تسویهٔ وجوه (سمات) تعداد افرادی که در ایران کد سهامداری (کد معاملاتی) دریافت کرده‌اند از ۹٫۶ میلیون نفر فراتر رفته‌است.

## ورود به بازار
معاملات سهام و کالا در بورس فقط از طریق دلال سهام که کارگزار نامیده می‌شود، امکان‌پذیر است. کارگزاران بورس شرکت‌هایی هستند که واسط بین سازمان بورس و معامله‌گر قرار می‌گیرند. این شرکت‌ها تحت مجوز بانک مرکزی و سازمان بورس اوراق بهادار فعالیت می‌کنند. کارگزار در واقع واسط بین معامله‌گر و بازار بورس می‌باشد. افراد عادی جامعه نیز می‌توانند با دریافت کد معاملاتی از کارگزاری‌های رسمی، خرید و فروش سهام و اوراق بهادار را در بورس انجام دهند. امکان معاملات آنلاین سهام، پیگیری قیمت‌ها و سایر اطلاعات مورد نیاز تحلیل سهام از طریق اینترنت، باعث شده‌است رغبت بیشتری برای حضور در بورس در بین افراد ایجاد شود. همچنین باید توجه داشت که علاوه‌بر خرید مستقیم می‌توان با روش‌های غیر مستقیم نظیر صندوق‌های مشترک سرمایه‌گذاری یا صندوق‌های قابل معامله در بورس یا قراردادهای سبدگردانی نیز در بازار سرمایهٔ ایران اقدام به خرید و فروش سهام نمود.

## روش‌های معامله
- معامله‌گری روزانه: در این روش معاملات به‌صورت روزانه و ساعتی برای کسب سود انجام می‌شود که نیاز به تخصص بالا و مطالعهٔ بالا دارد.[۳]
- معاملات بلندمدت: در روش معاملات بلندمدت، تحلیل‌ها و هدف‌گذاری‌ها در بازهٔ زمانی بسیار بزرگ‌تری مانند ۶ ماهه، یک‌ساله و بیشتر بررسی می‌شود.[۳]

## نهادهای مالی فعال در بورس ایران
- کارگزاری
- تامین سرمایه
- مشاور سرمایه‌گذاری
- صندوق سرمایه‌گذاری
- پردازش اطلاعات مالی
- موسسه رتبه‌بندی
- نهاد واسط
- سبدگردان
- شرکت سرمایه‌گذاری

## بورس‌های معتبر دنیا
- نزدک
- بورس نیویورک
- بورس یورونکست بروکسل

## اصطلاحات بورسی
- تحلیل تکنیکال
- تحلیل فاندامنتال (بنیادی)
- بازار اولیه
- فرابورس
- بازار مشتقه
- اختیار معامله
- کدال
- کدال ۳۶۰
- بورس انرژی
- بورس کالا
- صندوق‌های سرمایه‌گذاری
- سبد سهام
- صورت‌های مالی
- سیگنال خرید و فروش
- نسبت ریسک به پاداش Risk/Reward
- نقشهٔ بازار بایگانی‌شده  در ۳۰ سپتامبر ۲۰۲۰ توسط Wayback Machine